# Орден Сантьяго (Португалия)
О́рден Сантья́гу (порт. Ordem de São Tiago) или Военный орден Святого Иакова и меча — изначально леонский или также кастильский военно-монашеский орден, от которого в 1290 году отделилась его португальская ветвь. В 1320 году папа Иоанн XXII установил окончательное разделение ордена на кастильскую и португальскую ветви.
Военный орден Святого Иакова и меча или Военный орден Меченосцев Святого Иакова (порт. Ordem Militar de Sant’Iago da Espada) — государственная награда Португалии.

## История ордена
В 1170 году в городе Касерес королём Леона Фердинандом II, супругом португальской инфанты Урраки, дочери первого короля Португалии Афонсу I, был основан рыцарский орден, патроном которого был избран один из двенадцати апостолов Святой Иаков. Позднее штаб-квартира ордена была перенесена в город Уклес.

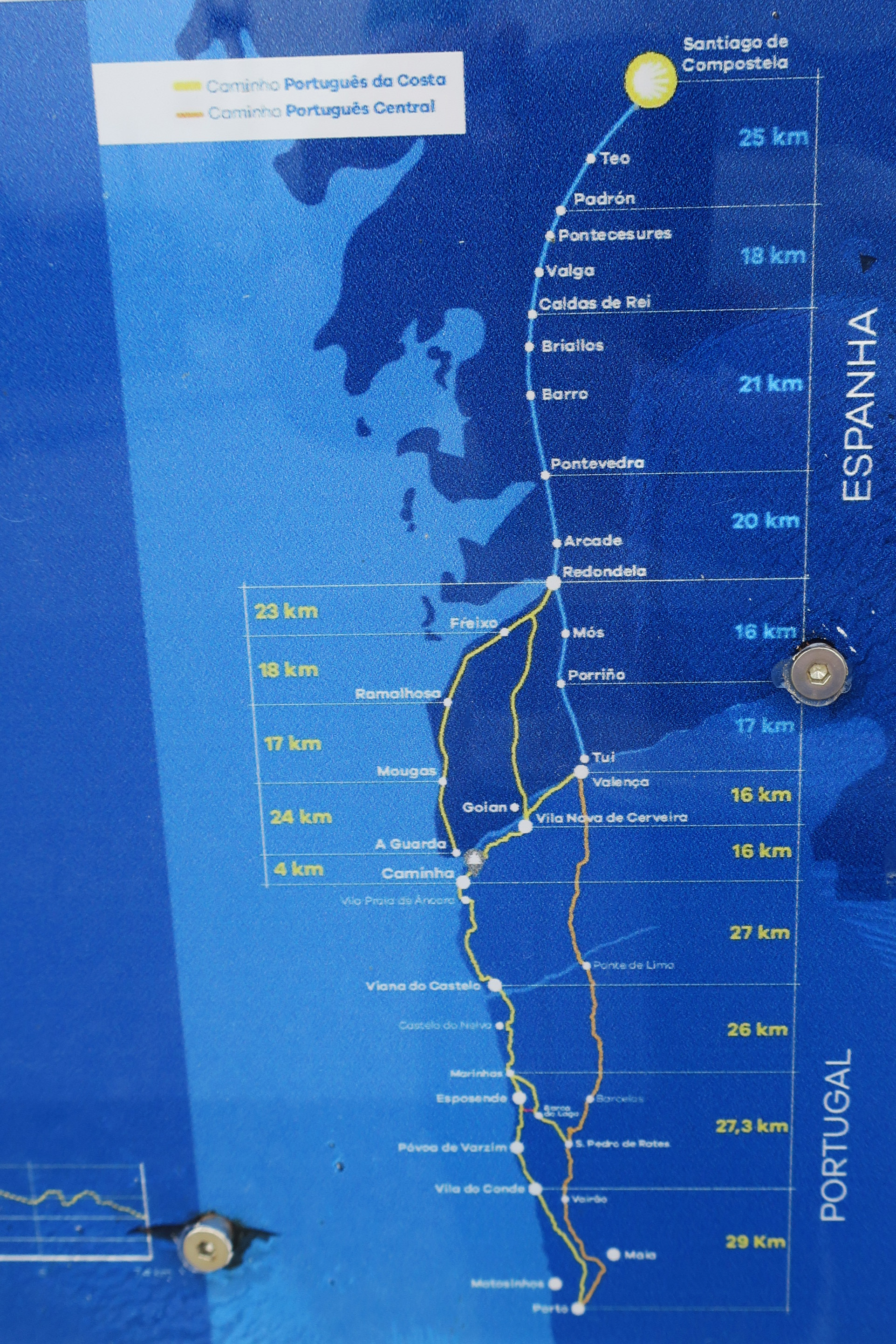
Португальский путь Сантьягу

В 1172 году орден впервые принял участие в военных кампаниях против мавров в Португалии, придя на помощь королю Афонсу I. В 1175 году папа римский Александр III своей буллой утвердил орденские статуты, подтверждённые папой Иннокентием III в 1215 году на IV Латеранском соборе. Орден Святого Иакова играл активную роль в ходе реконкисты, а именно в изгнании мавров из Алгарви. Первая штаб-квартира ордена в Португалии расположилась в монастыре Сантуз-у-Велью в Лиссабоне, позже перебазировалась в город Алкасер-ду-Сал, а затем в Мертолу.
Португальская ветвь ордена святого Иакова была неразрывно связана с кастильской и подчинялась ей, но в 1288 году король Диниш I упросил папу римского Николая IV разделить орден на кастильскую и португальскую ветви и подчинить последнюю португальскому королю, поскольку основной задачей португальцев того времени была защита паломников на пути Святого Якова на территории своего королевства. Тогда в португальском ордене Сантьягу был избран первый собственный магистр. После избрания магистра Ависского ордена королём Португалии Жуаном I основатель новой Ависской династии вопреки избранию монахами главы согласно уставу назначил в 1387 году магистром португальского ордена Сантьягу Мена Родригеша де Вашконселуш. Последовавшие за этим протесты кастильских королей и противоречивые решения нескольких римских пап снова привели к подчинению португальской ветви кастильской, до тех пор пока в 1452 году папа Николай V своей буллой окончательно не признал автономию ордена в Португалии. В 1482 году под штаб-квартиру ордена был передан замок Палмела.
В 1551 году король Жуан III объявил себя великим магистром всех португальских рыцарских орденов.
В 1789 году королева Мария I возложила на себя ленту тройного ордена, объединившего в себе знаки трёх рыцарских орденов: Христа, Ависа и Иакова. Был издан декрет, внесший изменения в статут ордена Святого Иакова, предназначив его как почётную награду за гражданские заслуги.
Король Луиш I королевской хартией от 31 октября 1862 года перераспределил назначение ордена, как почётной награды за заслуги в гуманитарной деятельности, литературе, культуре и искусстве.
В ходе Португальской революции в 1910 году, орден Святого Иакова, наряду с другими орденами, был упразднён. Однако, 1 декабря 1918 года, президентом Португалии Сидониу Паишем орден был восстановлен в своём предыдущем качестве.
В 1962 году была проведена орденская реформа, в ходе которой была учреждена высшая степень ордена — Большая цепь.

## Положение о награде
В настоящее время орден состоит из шести классов с соответствующими им инсигниями:
- кавалер Большой цепи — кавалер носит знак ордена на специальной цепи или на ленте через правое плечо и золотую звезду ордена на левой стороне груди.
- кавалер Большого креста — кавалер носит знак ордена на цепи или на ленте через правое плечо и золотую звезду ордена на левой стороне груди.
- гранд-офицер — носит знак ордена на особой цепи и золотую звезду ордена на левой стороне груди.
- командор — носит знак ордена на особой цепи и серебряную звезду ордена на левой стороне груди.
- офицер — носит знак ордена на особой цепи и знак ордена на нагрудной ленте с розеткой на левой стороне груди.
- рыцарь или дама — носит знак ордена на особой серебряной цепи и знак ордена на нагрудной ленте на левой стороне груди.

Орденские планки и постноминальные литеры
| Кавалер Большой цепи | Кавалер Большого креста | Гранд-офицер | Командор | Офицер | Кавалер/Дама |
|                      |                         |              |          |        |              |
| GColSE               | GCSE                    | GOSE         | ComSE    | OSE    | CavSE/DamSE  |

Как и в других португальских орденах, возможно коллективное награждение, для чего существует класс Почётного члена (MHSE), присуждаемого учреждениям, организациям и муниципалитетам (городам), а также военным образованиям (частям, или отдельным подразделениям).

## Описание

### Крест Святого Иакова

Крест ордена Св. Иакова

Крест Святого Иакова графически формировался на протяжении многих веков. На момент своего учреждения рыцари ордена на своих одеждах и плащах носили изображение красного (пурпурного) меча, за что их нередко называли меченосцами. Со временем эфес меча — его навершие и гарда приняли лилиевидные формы.

### Большая цепь
Золотая цепь ордена состоит из 14 раковин-гребешков (эскалопов), соединённых между собой двойными цепочками, центральное звено в виде большой раковины-гребешка поддерживаемой двумя золотыми дельфинами, к которому при помощи переходного звена в виде лаврового венка крепится знак ордена.
Знак ордена — крест Святого Иакова пурпурной эмали в золотом лавровом венке.
Звезда представляет собой многолучевую звезду, в центральном медальоне которой размещено изображение креста Святого Иакова на белой эмали.
Лента ордена шёлковая муаровая пурпурного цвета.

### Остальные классы ордена
Орденская цепь представляет соединённые между собой чередующиеся звенья в виде лавровых венков зелёной эмали и знаков ордена. Орденская цепь для всех классов кроме рыцаря/дамы — позолоченная. Рыцаря/дамы — серебряная.
Знак ордена — крест Святого Иакова пурпурной эмали наложенный на две пальмовые ветви зелёной эмали с лентой белой эмали с надписью: «CIÊNCIAS, LETRAS E ARTES». Знак при помощи переходного звена в виде лаврового венка зелёной эмали крепится к орденской цепи или орденской ленте.
Звезда представляет собой многолучевую звезду, в центральном медальоне белой эмали с широкой красной каймой изображение знака ордена. На кайме надпись: «CIÊNCIAS, LETRAS E ARTES».
Лента ордена шёлковая муаровая пурпурного цвета.